# Paróquia Nossa Senhora de Fátima de Uberlândia
A Paróquia Nossa Senhora de Fátima é uma circunscrição eclesiástica católica, pertencente à Diocese de Uberlândia. Foi fundada em 5 de março de 1954 por Dom Alexandre Gonçalves do Amaral. Está localizada no Bairro Martins, região central de Uberlândia.
- Pároco: Frei Joaquim Camilo Alves, OFM[3]
- Diáconos Permanentes: Arlindo José dos Santos e Fernando Egberto de Camargo